# OTI 1976
Il quinto Festival della canzone iberoamericana si tenne a Acapulco, in Messico il 30 ottobre 1976 e fu vinto da María Ostiz che rappresentava la Spagna.

## Classifica
| Paese                                                  | Artista                  | Canzone                         | Posizione |
| Spagna                                                 | María Ostiz              | Canta, cigarra                  | 1         |
| Venezuela                                              | Las Cuatro Monedas       | Soy                             | 2         |
| Cile                                                   | José Alfredo Fuentes     | Era solo un chiquillo           | 3         |
| Brasile                                                | Denisse de Kalafe        | María de las flores             | 4         |
| Colombia                                               | Amparito                 | Son de tambores                 | 4         |
| Messico                                                | Gilberto Valenzuela      | De que te quiero, te quiero     | 6         |
| Uruguay                                                | Ronald                   | Otra vez cantaré                | 7         |
| Honduras                                               | Wilson Reynoot           | Por cantarle al mar             | 8         |
| Argentina                                              | Adriana Santamaria       | Cómo olvidar que te quise tanto | 8         |
| Guatemala                                              | Hugo Leonel Vaccaro      | Qué haré sin ti                 | 8         |
| Panama                                                 | Pablo Azael              | Gracias amor                    | 8         |
| Nicaragua                                              | Peter Vivas              | De sol a sol                    | 8         |
| Costa Rica                                             | Félix Ángel Lobo         | Patria                          | 13        |
| Antille Olandesi                                       | Jossy Brokke             | El primer criollo               | 13        |
| El Salvador                                            | Walter Salvador Bautista | Tú que no mueres en la muerte   | 15        |
| Porto Rico                                             | Edward                   | Quién                           | 15        |
| Perù                                                   | Fernando Llosa           | Quiero salir al sol             | 15        |
| Ecuador                                                | Tito del Salto           | Esos veinte años                | 15        |
| Stati Uniti                                            | Carmen Moreno            | Sangre antigua                  | 19        |
| Luogo: Teatro Juan Ruiz de Alarcón - Acapulco, Messico |                          |                                 |           |